# Burg Alt-Sternberg
Die Burg Alt-Sternberg ist eine Spornburg auf einem spornartigen Ausläufer des Mühlingsberges auf 300 m ü. NN bei Schwelentrup, einem Ortsteil der Gemeinde Dörentrup im Kreis Lippe in Nordrhein-Westfalen. Von der Burg sind heute noch Gräben und Wälle erhalten.

## Beschreibung und Geschichte
Die Burg Alt-Sternberg gilt als direkter Vorgänger der heute noch erhaltenen und ca. 1,5 km südöstlich liegenden Burg Sternberg. Sie bestand aus einer dreiteiligen Wall- und Grabenanlage mit Außenwerk, Vor- und Hauptburg. Die Gräben der Burg waren ursprünglich bis zu 15 m breit und etwa 10–12 m tief.
Durch Otto Weerth wurde die Burganlage 1908 umfangreich archäologisch untersucht. Bei diesen Untersuchungen konnten im Bereich der ca. 1000 m² großen Hauptburg Kellergruben von fünf Häusern nachgewiesen werden. Innerhalb der Gruben wurden mittelalterliche Scherben, darunter Pingsdorfer Keramik, Reste von Eisengeräten, ein Glasring und Haustierknochen, hauptsächlich von Schweinen, gefunden. Zu den wichtigsten Fundstücken gehören außerdem zwei Münzen: Eine Münze geprägt unter Heinrich von Champagne aus der Zeit von 1192 bis 1197 und ein Soester Hälbling vom Anfang des 13. Jahrhunderts.
Aufgrund der vorhandenen Funde wird vermutet, dass Alt-Sternberg vom Ende des 11. bis etwa zu Beginn des frühen 13. Jahrhunderts genutzt wurde. Schriftliche Quellen über die Erbauer der Burg sind nicht erhalten. Alt-Sternberg und die Burg Sternberg wurden wahrscheinlich über einen gewissen Zeitraum parallel genutzt, wobei die ältere Burg Alt-Sternberg schließlich aufgegeben wurde.

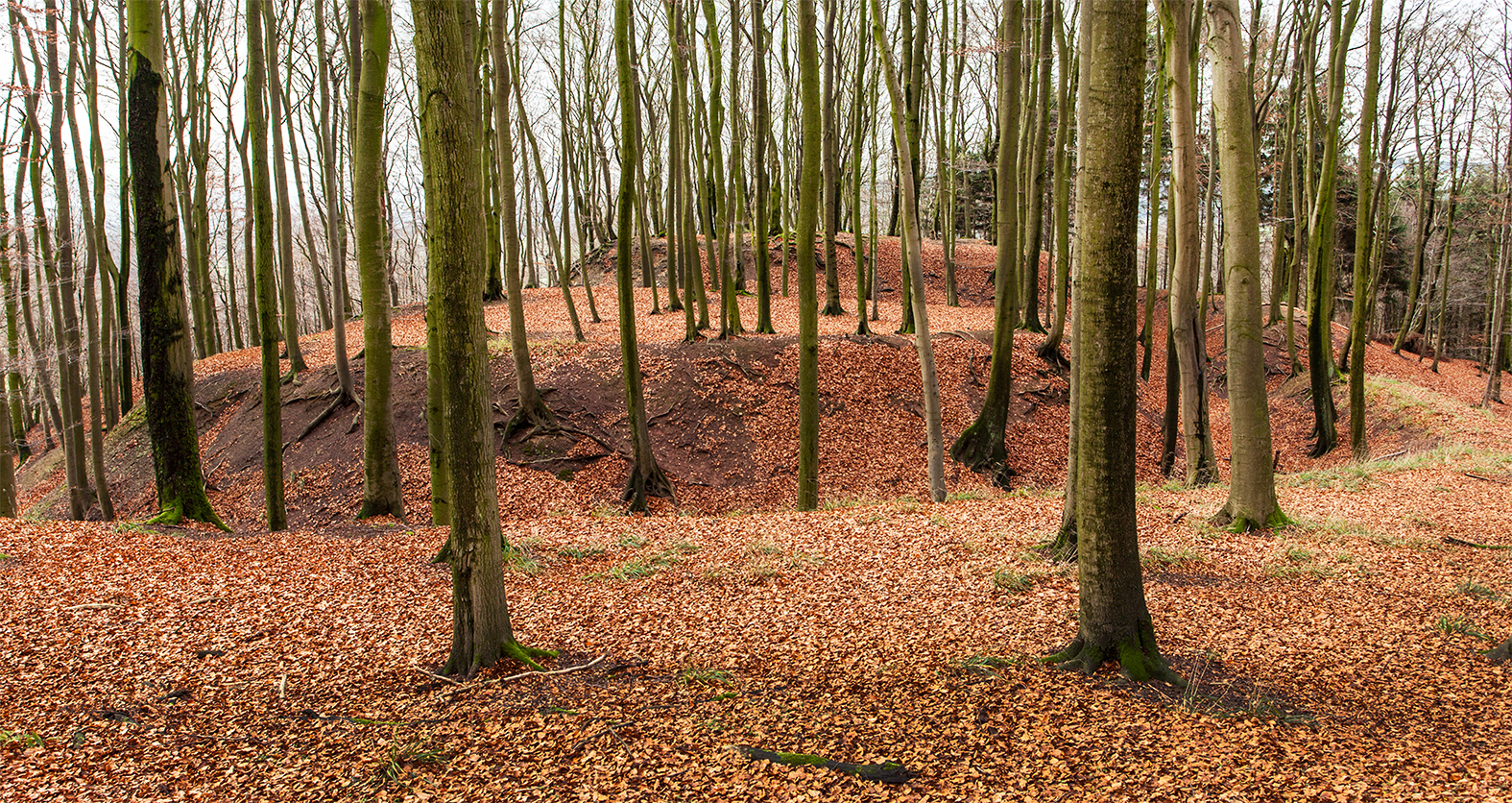
Gesamtanlage von Osten
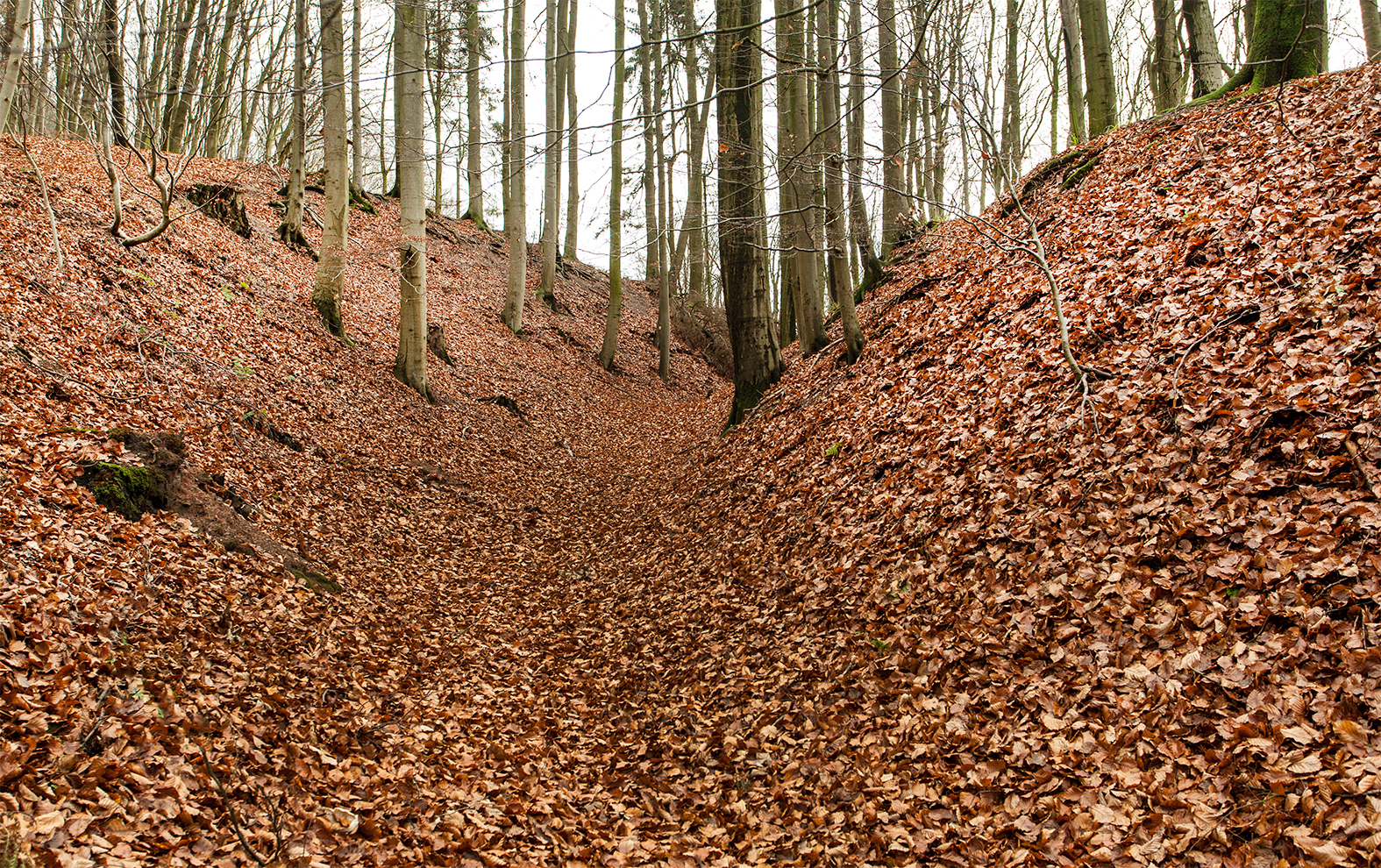
Graben zwischen Außenwerk und Vorburg
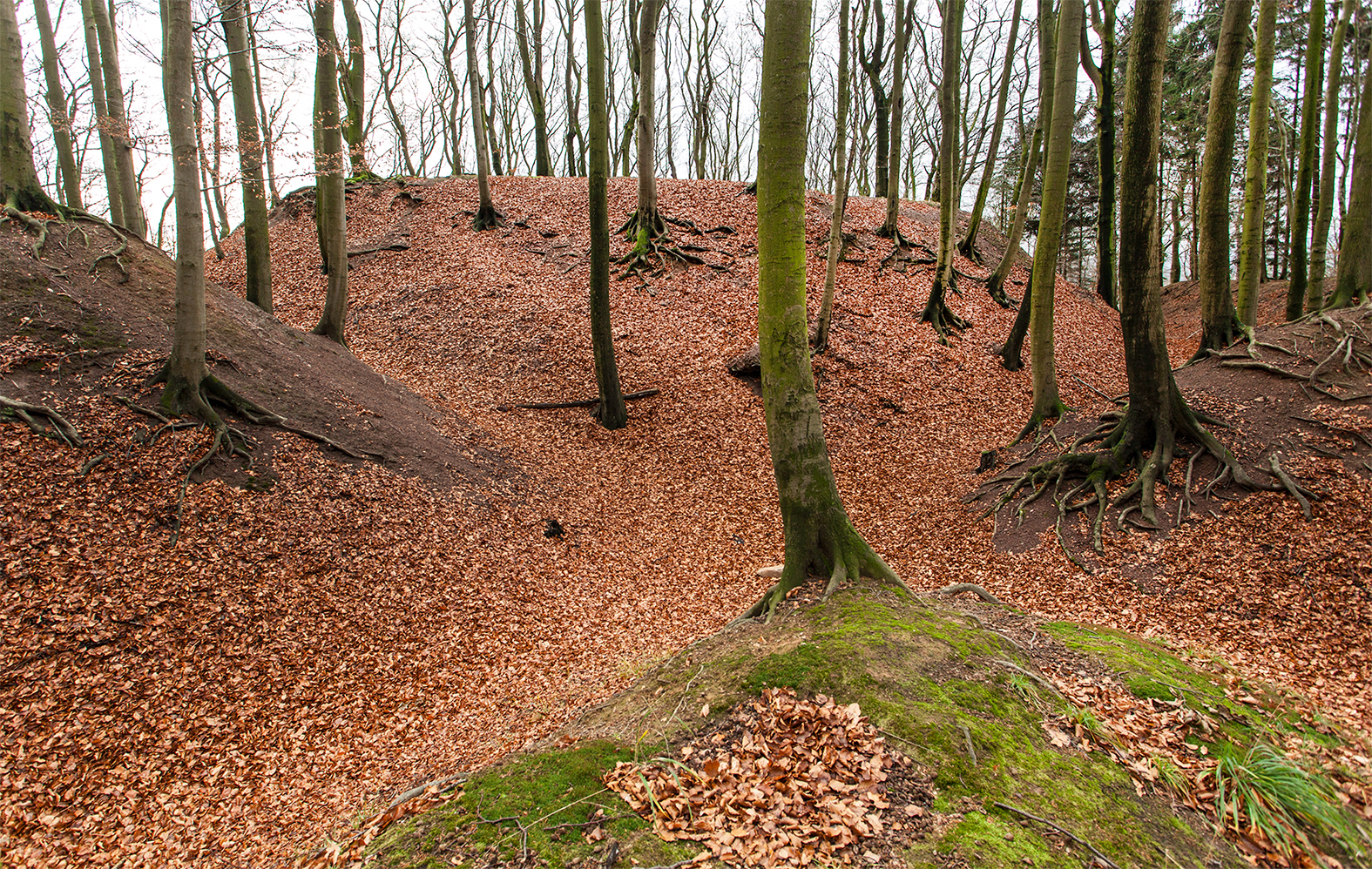
Hauptburg von Norden
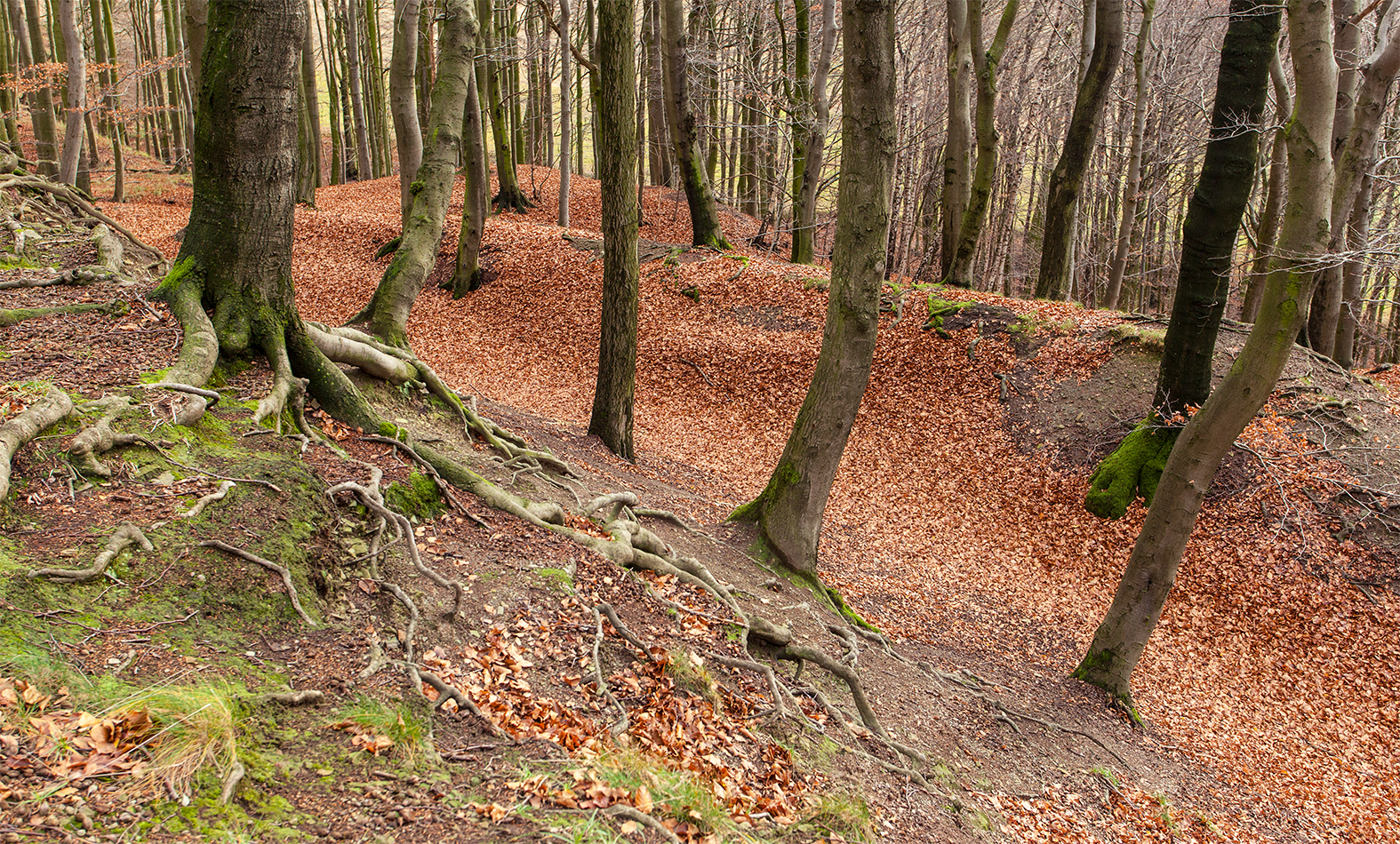
Blick von der Hauptburg nach Südosten

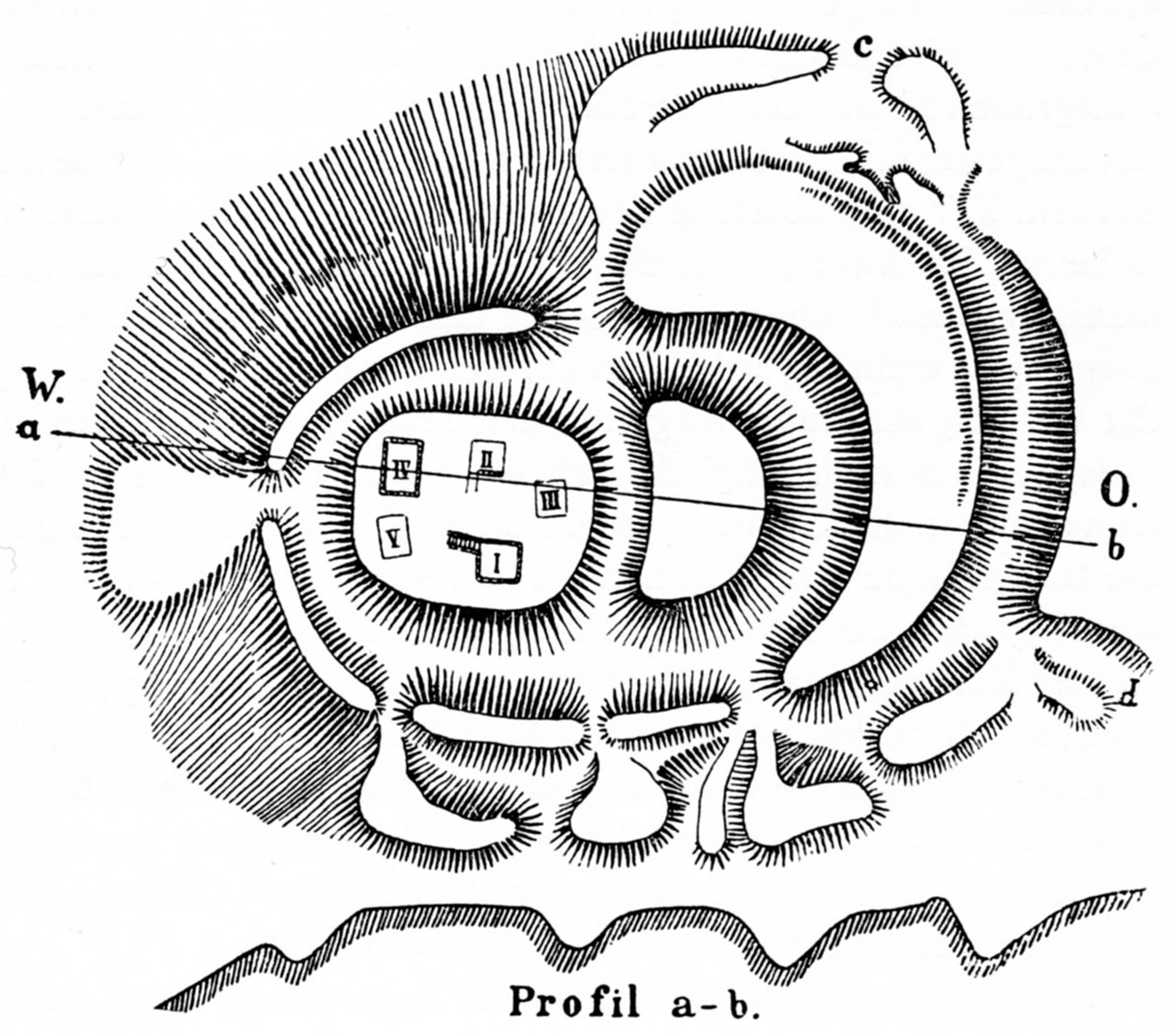
Lageplan der Burg Alt-Sternberg